# Johan Herman Öhman
Johan Herman Öhman, född 1780 i Grangärde, död 7 november 1847, var en svensk grosshandlare och fabriksägare.
Johan Herman Öhman var som till brukspatronen Nils Alexandersson-Öhman (död 1807) på Prästhyttans manufakturverk i Hedemora och Ulla Nyberg. Han växte upp på bruket och lärde sig där om industriell och kommersiell verksamhet. Han startade efter faderns död 1807 en grosshandel i beslagsprodukter i Stockholm. Han arrenderade också Farsta säteris tegelbruk på Värmdö, och avslutade 1821grosshandeln för att köpa Farsta säteri för att där etablera tegeltillverkning i större skala. Dessa planer ändrades till förmån för porslinstillverkning genom Gustavsbergs porslinsfabrik i konkurrens med Rörstrands porslinsfabrik i Stockholm.
Han inköpte tillverkningsutrustning av Fredrik Rohde (1781-1840), som inköpt utrustning från den tidigare Bredsjö porslinsfabrik i Järlåsa och misslyckats med att etablera ny produktion på gården Fredriksdal i Uppland. Rohde ingick som delägare i Gustavsbergsfabriken tillsammans med kommerserådet Johan Olof Wennberg (1787-1837). Kommerskollegium gav tillstånd i mars 1825 och fabriken startar produktion i december 1826. Denna gick dåligt, varefter Rohde och Wennberg lämnade företaget och Öhman ombildade detta till Gustavsbergs Fabriksbolag tillsammans med H.J. Oldenburg och bergmekanikus Gustaf af Uhr (1780-1842). Det nya bolagets styrelse beslöt dock 1828 att avsked Öhman som disponent.
Johan Herman Öhman anses därefter ha gjort flera försök att skada fabriken. Han etablerade därefter 1834 Öhmans bageri, sedermera Öhmans Spisbrödsfabrik på Södermanlandsgatan 17 på Södermalm i Stockholm. 